# Hôpital Infante Elena (Valdemoro)
L’hôpital Infante Elena (en espagnol : Hospital Infanta Elena) est un hôpital public situé à Valdemoro, dans la communauté de Madrid. Il dépend du Service madrilène de santé (SERMAS).
Ouvert le 24 novembre 2007, il fait partie d'une série de huit hôpitaux régionaux construits sous le régime du partenariat public-privé. L'intégralité de sa gestion, y compris le personnel soignant, relève du secteur privé.